# Alterazioni
Alterazioni è un album del gruppo rock italiano Estra, pubblicato dall'etichetta discografica CGD nel 1997. Il disco è stato votato dai lettori della rivista musicale Il Mucchio Selvaggio tra i migliori 10 album rock dell'anno.
La produzione artistica è di Massimo Bubola e degli stessi Estra. Produttore esecutivo Federico Sparano.

## Tracce
I testi sono di Giulio Casale.
1. Preghiera
2. Miele
3. Nessuno
4. Metà di me
5. Aria minacciosa
6. Puoi distruggere
7. Un varco
8. Risveglio
9. In faccia al niente
10. Hanabel
11. Alterazione
12. Fiesta
13. Sei

## Formazione
- Giulio (Estremo) Casale
- Abe Salvadori
- Eddy Bassan
- Nicola (Accio) Ghedin